# Barbara Sass
Pour les articles homonymes, voir Sass.
Barbara Sass, née le 14 octobre 1936 à Łódź et morte le 2 avril 2015 à Varsovie, est une scénariste et réalisatrice de films polonaise.

## Filmographie comme réalisatrice et scénariste
- 1956 : Praca realizatora filmowego w dekoracji. Część III (court-documentaire)
- 1956 : Chcemy wiedzieć (court-documentaire)
- 1957 : Sycylia (court-documentaire)
- 1958 : Moneta (court-métrage)
- 1973 : Ostatni liść (TV), créditée Barbara Sass-Zdort
- 1974 : Dziewczyna i gołębie (TV)
- 1976 : Obrazki z życia (segment The Writer)
- 1978 : Wejście w nurt (TV)
- 1980 : Bez miłości
- 1982 : Debiutantka
- 1983 : Krzyk
- 1986 : Rajska jabłoń
- 1986 : Dziewczęta z Nowolipek
- 1988 : W klatce
- 1990 : Historia niemoralna
- 1993 : Pajęczarki
- 1993 : Tylko strach (TV)
- 1995 : Pokuszenie
- 1999 : Jak narkotyk
- 2001 : W imieniu diabła